# دانتي بوكر
دانتي بوكر (بالإنجليزية: Dante Booker)‏ هو لاعب كرة قدم كندية أمريكي، ولد في 9 أكتوبر 1977 في آكرون في الولايات المتحدة.

## وصلات خارجية
- دانتي بوكر على موقع JustSportsStats.com (الإنجليزية)